# 44694 Aprilhinton
44694 Aprilhinton este o planetă minoră (asteroid) din centura de asteroizi. A fost descoperită pe 8 septembrie 1999 la Catalina Station⁠(d) de Catalina Sky Survey. 
Obiectul prezintă o orbită caracterizată de o semiaxă mare de 2,1989518134828 UAi, o excentricitate de 0,080515508645491, o înclinație de 4,9685791077399 ° în raport cu ecliptica.